# 吉備中央町バス有償運行
吉備中央町バス有償運行（きびちゅうおうちょうバスゆうしょううんこう）は、岡山県加賀郡吉備中央町にて運行している廃止代替バスである。

## 概要
- 妙仙寺・兼信線は元々合併前の賀陽町が、民間バスの運行休止に伴う地域住民の交通確保のため賀陽町バス有償運行として運行していた[1] が、それを合併後の吉備中央町が引き継いだものである。よって、路線は旧賀陽町域内のみにある。
- その後、2019年6月24日に吉備中央町立加賀中学校スクールバス車両の空き時間を活用してきびプラザ・岡山医療センター線を運行開始した。こちらは岡山市北区に乗り入れている。
- 運賃は10円単位の対キロ区間制で、小学生以下・障害者手帳（身体障害者手帳・療育手帳・精神障害者保健福祉手帳）等・「おかやま愛カード」（運転経歴証明書）の提示者は半額（10円未満切り上げ）、同伴者のいる6歳未満の子供は1人まで無料。
- 妙仙寺・兼信線は日曜・祝祭日及び12月29日～1月3日の間は運休。きびプラザ・岡山医療センター線は土曜（土曜が祝祭日の場合を含む）及び12月29日～1月3日の間は運休。
- 運行形態は、道路運送法の規定に基づく自家用自動車（白ナンバー車）による有償運送である。

## 路線
以下の2路線がある。
妙仙寺・兼信線
- 妙仙寺 - 室納下 - 正力 - 新町 - 行定 - 兼信　《15.0 km》
  - 新町 - 兼信間は朝の1往復のみ。

きびプラザ・岡山医療センター線
- きびプラザ - 吉備高原口 - 岡山医療センター　《27.0 km》
  - 吉備高原口は、岡山医療センター行きは乗車のみ、きびプラザ行きは降車のみの扱いとなる。

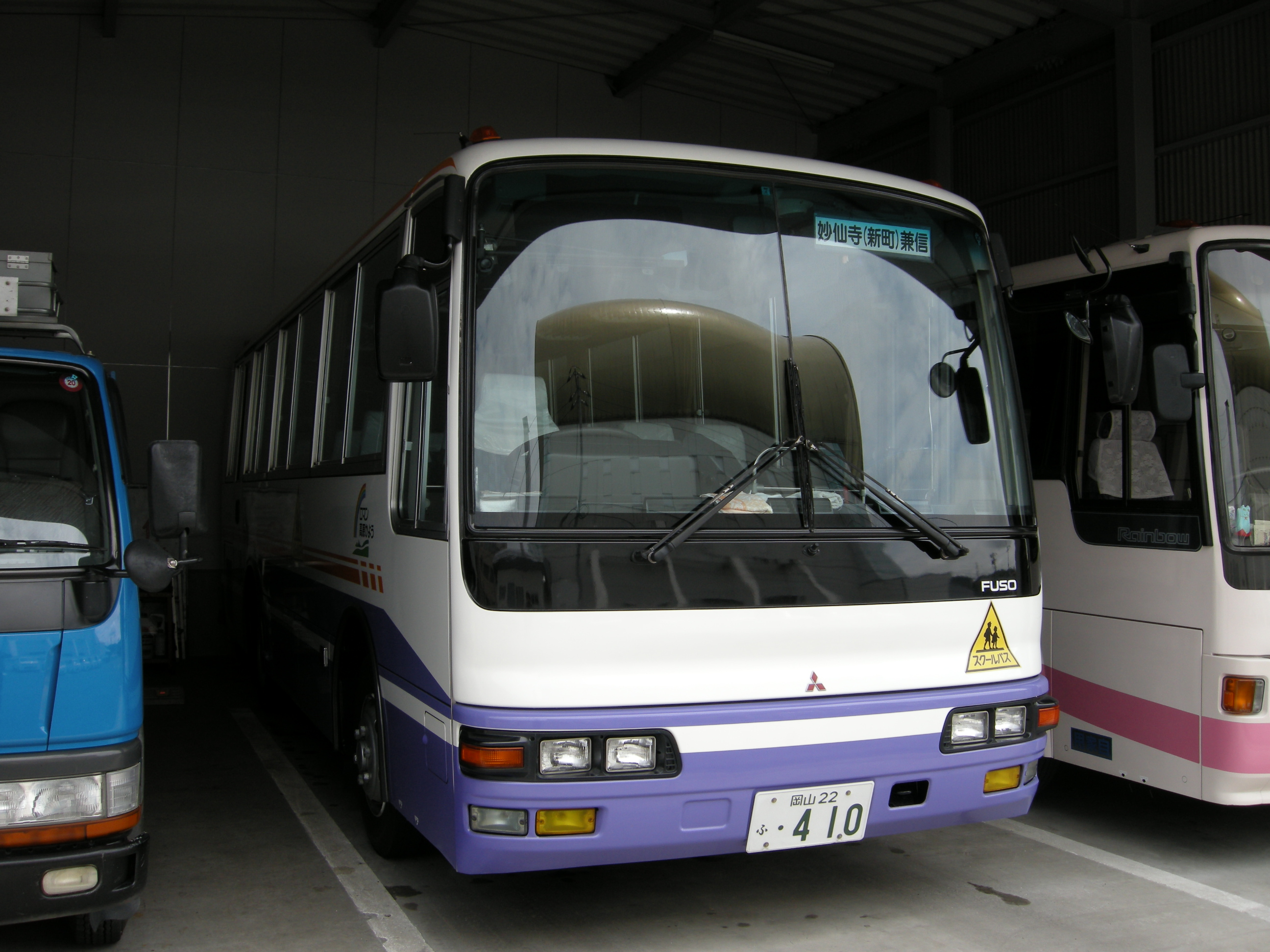
吉備中央町バス有償運行の車両（2008年当時）